# Malczkówko
Malczkówko (Duits Neu Malzkow) is een plaats in het Poolse district  Słupski, woiwodschap Pommeren. De plaats maakt deel uit van de gemeente Potęgowo en telt 41 inwoners.